# پلیزنت هیل (پنسیلوانیا)
پلیزنت هیل (به انگلیسی: Pleasant Hill) یک منطقهٔ مسکونی در ایالات متحده آمریکا است که در شهرستان لبنان، پنسیلوانیا واقع شده‌است. پلیزنت هیل ۱٫۹ کیلومتر مربع مساحت و ۲٬۳۰۱ نفر جمعیت دارد.